# Заболоттівська селищна рада
Заболо́ттівська се́лищна ра́да Заболо́ттівської се́лищної територіа́льної грома́ди (до 2016 року — Заболоттівська селищна рада Ратнівського району Волинської області) — орган місцевого самоврядування Заболоттівської селищної територіальної громади Волинської області. Розміщення — селище міського типу Заболоття.

## Склад ради
Рада складається з 26 депутатів та голови.
Перші вибори депутатів ради та голови громади відбулись 18 грудня 2016 року. Було обрано 26 депутатів ради, з них (за суб'єктами висування): самовисування — 17, УКРОП — 6 та Всеукраїнське об'єднання «Батьківщина» — 3 депутати.
Головою громади обрали позапартійного висуванця БПП «Солідарність» Валерія Свіржевського, головного лікаря районної лікарні № 2.

## Історія
Заболоттівська селищна рада утворена в 1947 році. До 27 грудня 2016 року — адміністративно-територіальна одиниця в Ратнівському районі Волинської області з територією 56,339 км² та населенням 4 330 осіб (станом на 1 січня 2013 року).
Селищній раді було підпорядковане смт Заболоття. Рада складалась з 20 депутатів та голови.

### Керівний склад попередніх скликань
| Прізвище, ім'я, по батькові | Основні відомості                                                                      | Дата обрання | Дата звільнення |
| --------------------------- | -------------------------------------------------------------------------------------- | ------------ | --------------- |
| Головій Василь Прохорович   | Селищний голова, 1955 року народження, член Партії регіонів                            | 26.03.2006   | 31.10.2010      |
| Головій Василь Проохорович  | Селищний голова, 1955 року народження, освіта середня спеціальна, член Партії регіонів | 31.10.2010   |                 |

Примітка: таблиця складена за даними сайту Верховної Ради України

### Депутати
За результатами місцевих виборів 2010 року депутатами ради стали:

#### За суб'єктами висування
| Суб'єкт висування                                       | Кількість обраних депутатів | %  |
| ------------------------------------------------------- | --------------------------- | -- |
| Самовисування                                           | 13                          | 65 |
| Політична партія Всеукраїнське об'єднання «Батьківщина» | 6                           | 30 |
| Політична партія «Сильна Україна»                       | 1                           | 5  |

#### За округами
| № округу                                                | Прізвище, ім'я, по батькові     | Дата визнання обраним | Освіта             | Партійна приналежність                        | Відомості про обраного депутата                             |
| ------------------------------------------------------- | ------------------------------- | --------------------- | ------------------ | --------------------------------------------- | ----------------------------------------------------------- |
| Політична партія Всеукраїнське об'єднання «Батьківщина» |                                 |                       |                    |                                               |                                                             |
| 12                                                      | Круглій Віктор Васильович       | 01.11.2010            | вища               | член Всеукраїнського об'єднання «Батьківщина» | приватний підприємець                                       |
| 13                                                      | Колодюк Сергій Васильович       | 01.11.2010            | середня            | позапартійний                                 | ВАТ «Укртелеком», електромонтер                             |
| 15                                                      | Свіржевський Віталій Васильович | 01.11.2010            | середня спеціальна | член Всеукраїнського об'єднання «Батьківщина» | музична школа, викладач                                     |
| 16                                                      | Глинянко Любов Володимирівна    | 01.11.2010            | середня            | член Всеукраїнського об'єднання «Батьківщина» | приватний підприємець                                       |
| 19                                                      | Москаленко Оксана Андріївна     | 01.11.2010            | середня спеціальна | член Всеукраїнського об'єднання «Батьківщина» | тимчасово не працює                                         |
| 20                                                      | Борисюк Світлана Василівна      | 01.11.2010            | середня            | член Всеукраїнського об'єднання «Батьківщина» | магазин, продавець                                          |
| Політична партія «Сильна Україна»                       |                                 |                       |                    |                                               |                                                             |
| 2                                                       | Данилевич Валерій Васильович    | 01.11.2010            | вища               | член Політичної партії «Сильна Україна»       | ТЗоВ «Журавлини», головний інженер                          |
| Самовисування                                           |                                 |                       |                    |                                               |                                                             |
| 1                                                       | Габрильчук Любов Миколаївна     | 01.11.2010            | середня спеціальна | позапартійна                                  | залізнична станція, товарний касир                          |
| 3                                                       | Кац Микола Харитонович          | 01.11.2010            | середня спеціальна | член Української Народної Партії              | пенсіонер                                                   |
| 4                                                       | Озимук Тетяна Володимирівна     | 01.11.2010            | вища               | позапартійна                                  | Заболоттівська селищна рада, землевпорядник                 |
| 5                                                       | Журавель Олександр Олексійович  | 01.11.2010            | середня спеціальна | позапартійний                                 | ВАТ «Волиньобленерго», контролер                            |
| 6                                                       | Шевчук Тетяна Наумівна          | 01.11.2010            | вища               | позапартійна                                  | селищна рада, секретар                                      |
| 7                                                       | Головій Святослав Іванович      | 01.11.2010            | вища               | член Народної партії                          | Ратнівське ДЛГ, майстер                                     |
| 8                                                       | Мосійчук Михайло Трохимович     | 01.11.2010            | вища               | позапартійний                                 | залізничний митний пункт пропуску, начальник митного пункту |
| 9                                                       | Сверба Ніна Олександрівна       | 01.11.2010            | середня            | позапартійна                                  | споживче товариство, комірник                               |
| 10                                                      | Шевчук Оксана Петрівна          | 01.11.2010            | вища               | позапартійна                                  | філіал Ратнівського відділення Ощадбанку, завідувач філіалу |
| 11                                                      | Луцик Сергій Миколайович        | 01.11.2010            | середня спеціальна | позапартійний                                 | лісництво, помічник лісничого                               |
| 14                                                      | Берестюк Анатолій Семенович     | 01.11.2010            | середня спеціальна | позапартійний                                 | залізнична станція, черговий                                |
| 17                                                      | Бадзюк Валерій Васильович       | 01.11.2010            | середня спеціальна | член Партії «ВІДРОДЖЕННЯ»                     | залізнична станція, начальник станції                       |
| 18                                                      | Дудка Валерій Іванович          | 01.11.2010            | середня            | член Політичної партії «Наша Україна»         | ППЧ −36, начальник                                          |